# Rosmarin
Rosmarin (Rosmarinus officinalis) är en art i familjen kransblommiga växter.

## Beskrivning
Rosmarin är en städsegrön halvbuske som blir mellan 0,5 och 2 m hög där den är vildväxande. Grenarna är bruna och kan vara upprätta, utbredda eller, mer sällan, krypande. Bladen är barrliknande, skaftlösa med inrullade kanter, mörkgröna på ovansidan och gråaktigt ullhåriga på undersidan. De är 15 – 40 mm långa, 1,2 – 3,5 mm breda och mycket aromatiska. Blomställningen och blomskaft har stjärnhår. Foderbladen är gröna eller purpuraktiga, från början ullhåriga, senare nästan kala. Kronan blir 10 –1 2 mm, blekt blå eller mer sällan vitt eller rosa.
Det finns även odlade sorter med vita, rosa eller lila blommor.
Rosmarin tål beskärning väl, vilket gör den till en mycket bra örtkrydda.
En liknande art är Rosmarinus eriocalyx som dock har grå grenar, mindre blad (5 – 15 mm) och blomställningar med både stjärnhår och långa glandelhår.

## Habitat
Rosmarin är vildväxande i trakterna kring Medelhavet.
I Sverige odlas den oftast i kruka, men klarar sig ofta på friland längs kusterna i Sydsverige. I övriga Sverige går det bra att sätta ut plantor i trädgården under sommarhalvåret, men de bör tas in under vintern.

## Biotop
Varmt och soligt i näringsrik mylla.

## Etymologi

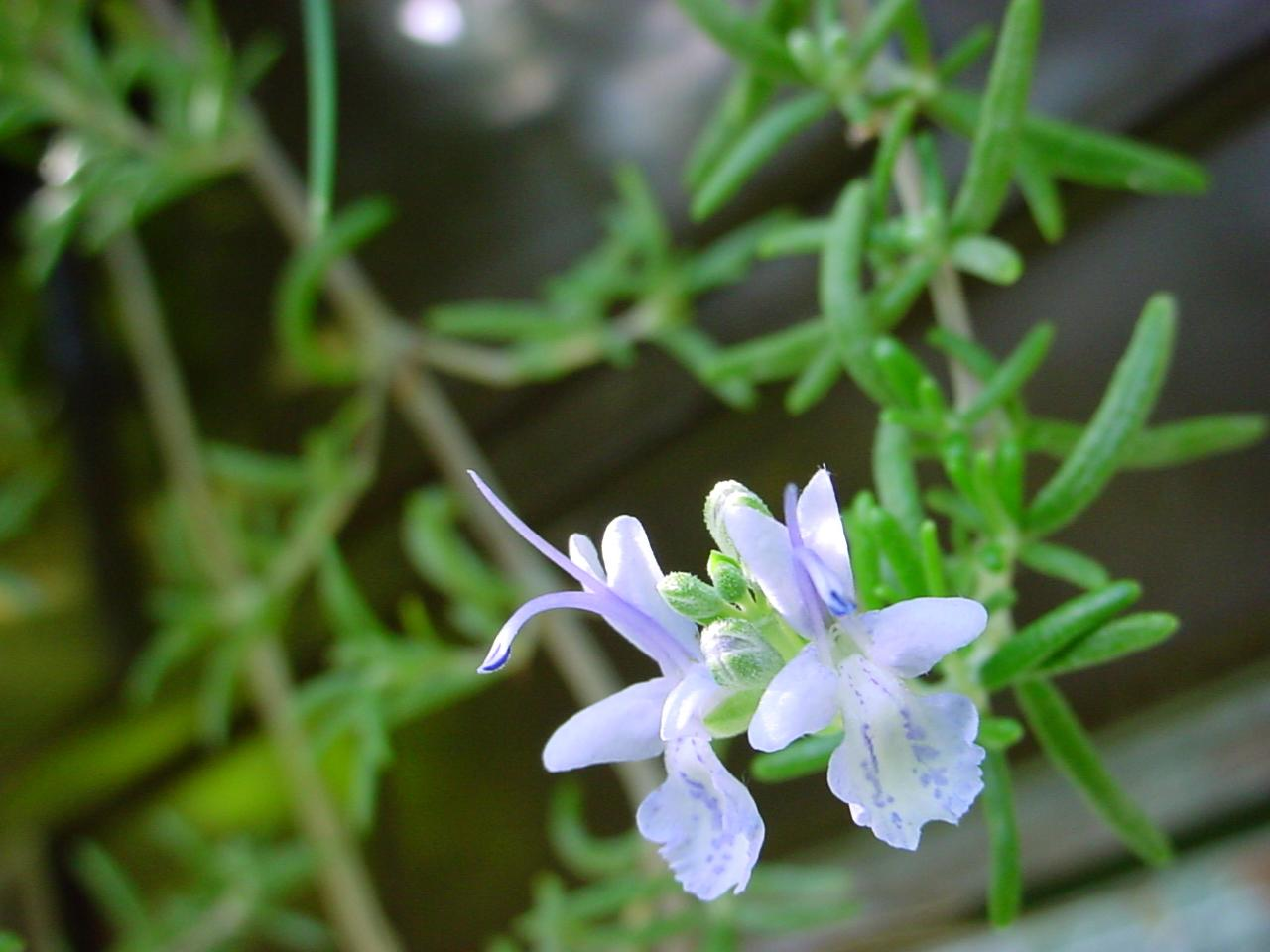
Blommande rosmarin

- Släktnamnet rosmarinus kommer från latin och betyder "havets dagg".[4] En teori är att namnet i den betydelsen beror på att rosmarinens blommor är ljusblå, små och många, och att det kan se ut som om växten är täckt av daggdroppar, när den blommar.
- Artepitetet officinalis kommer av latin officina, med grundbetydelsen verkstad, men med den speciella tillämpningen apotek, som tillverkar läkemedel. Syftningen är rosmarins traditionella användning som medicinalväxt.

Ordet "rosmarin" finns belagt i svenska språket sedan 1500-talet.

## Användning
De färska eller torkade bladen används som krydda till bland annat kött, vilt och kyckling.
Färsk rosmarin kan användas både vid tillagning och i sallader.
Den torkade formen består av korta hackade växtdelar, men blir oftast inte mjuka under tillagning, vilket kan uppfattas som något störande vid förtäring.
I områden med medelhavsklimat används rosmarin som flerårig prydnadsväxt.

### Historia
Redan under medeltiden användes rosmarin som ingrediens i rökelse och i aromatiska oljor.
Växten ansågs förr skydda mot onda makter[källa behövs], och skulle även vara bra för minnet och studier.

## Bilder

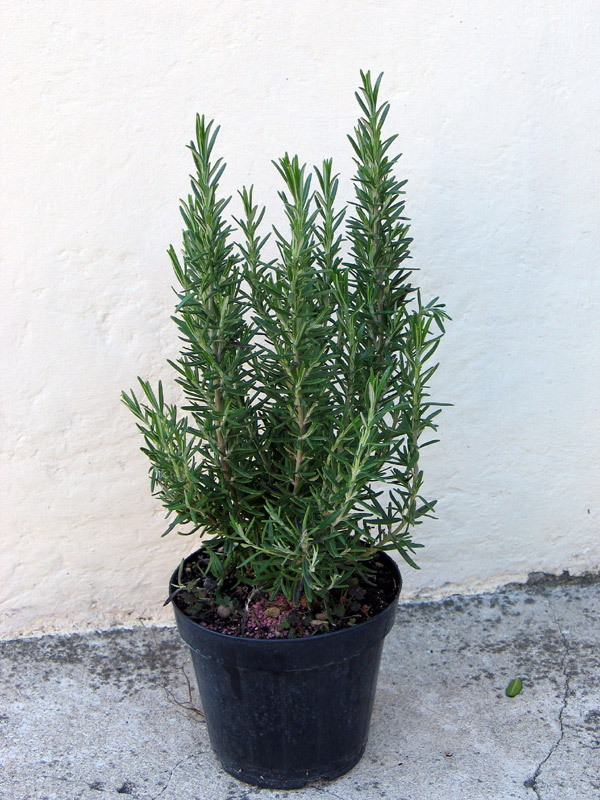
Rosmarinplanta
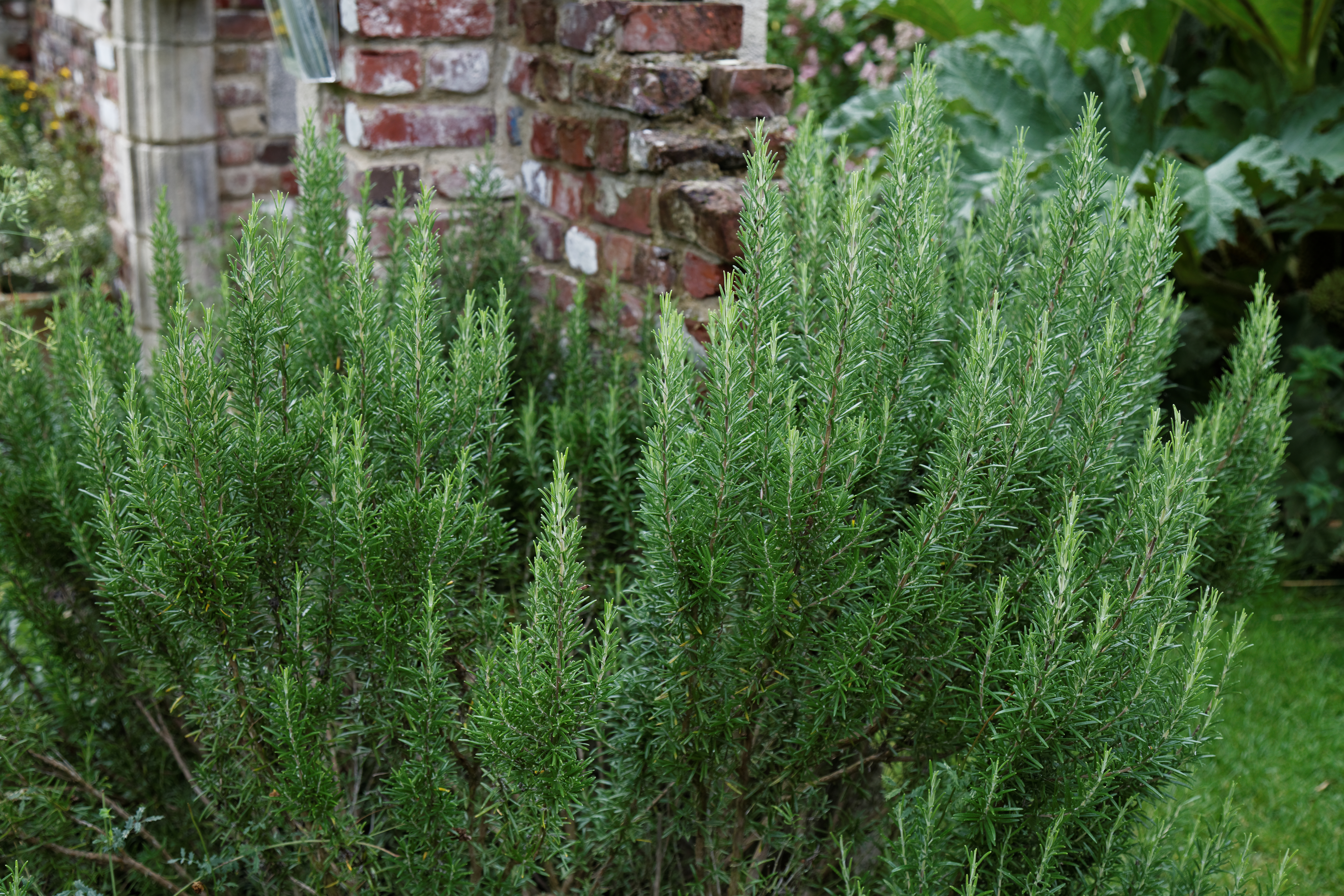
Trädgårdsprydnad
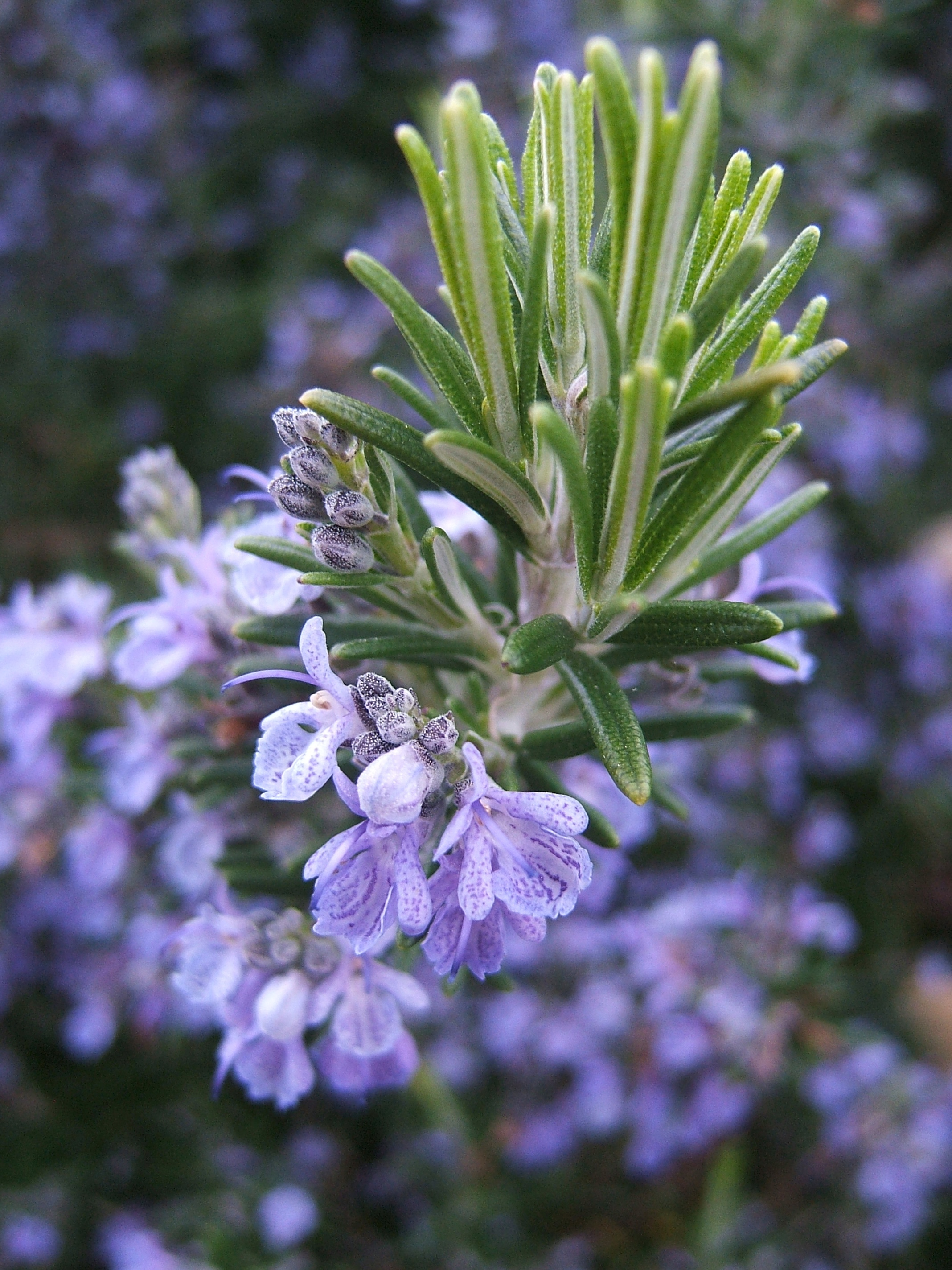
Blommor i kvistens topp
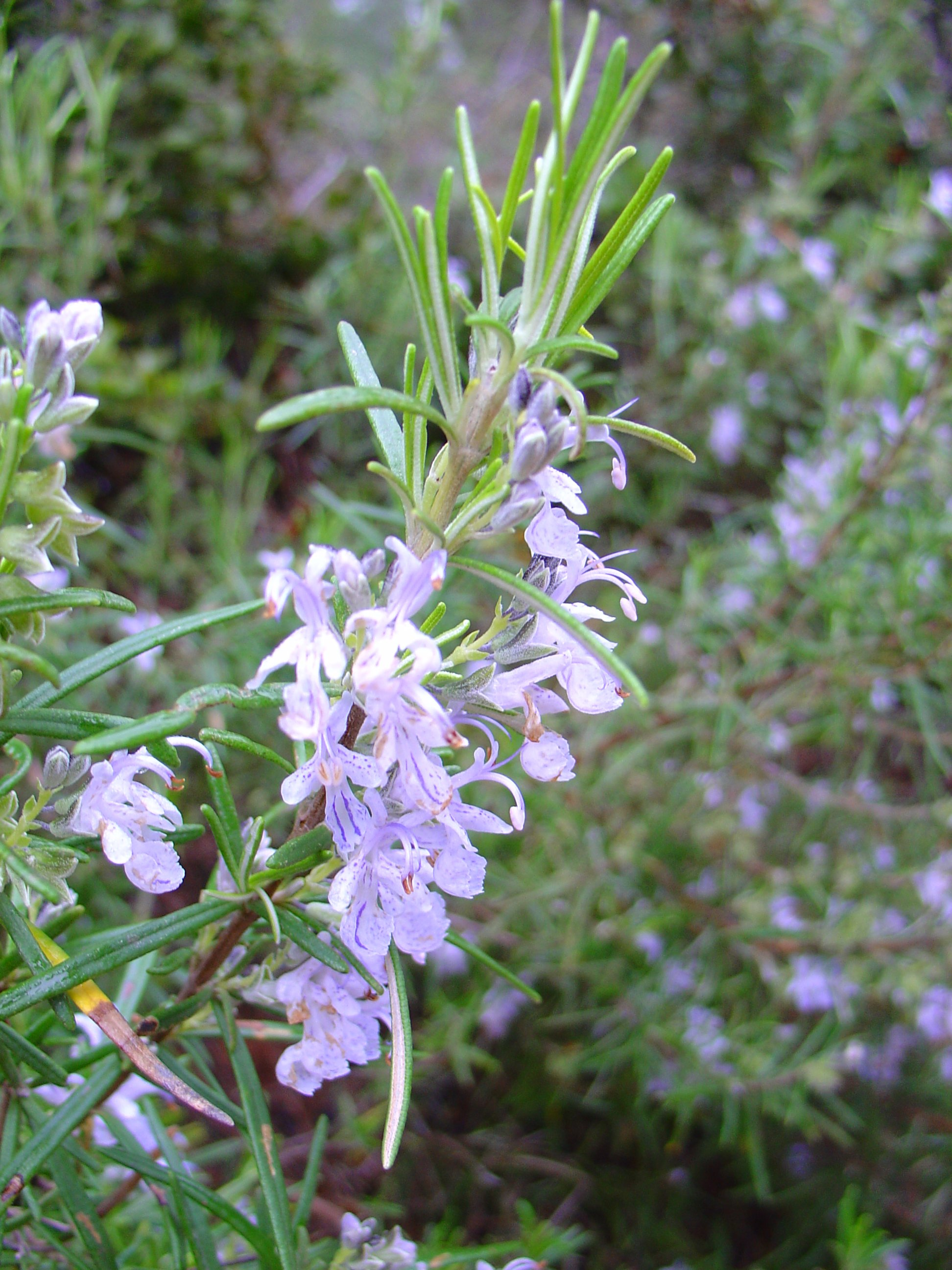
Blommorna sitter i bladvecken
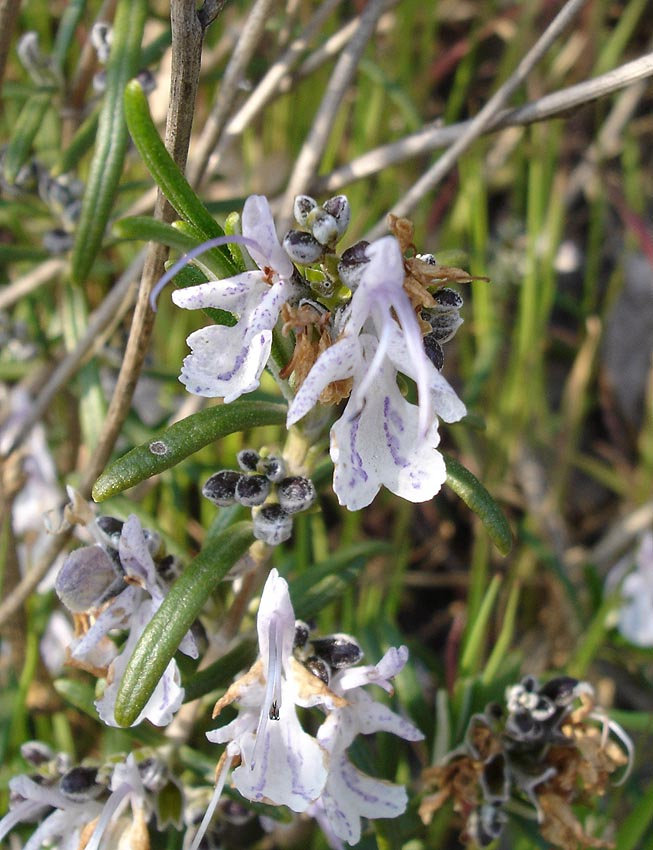
Blommor i närbild
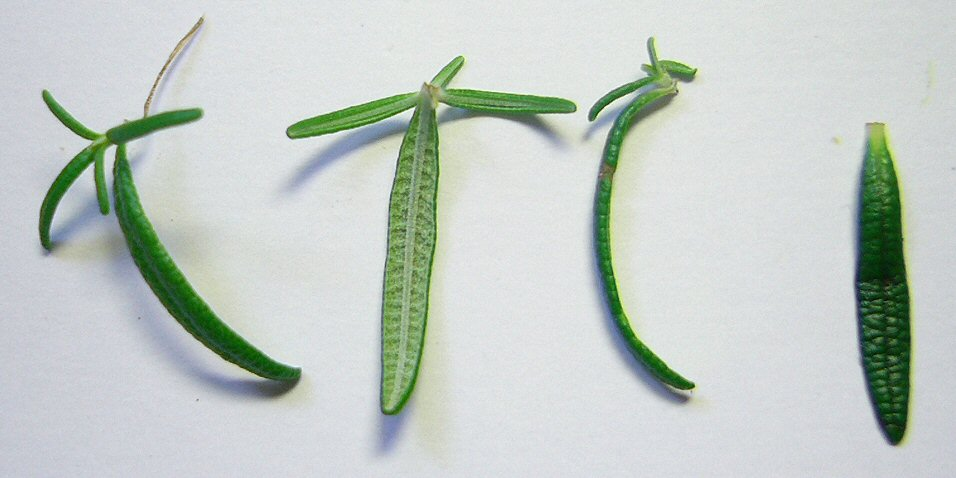
Blad
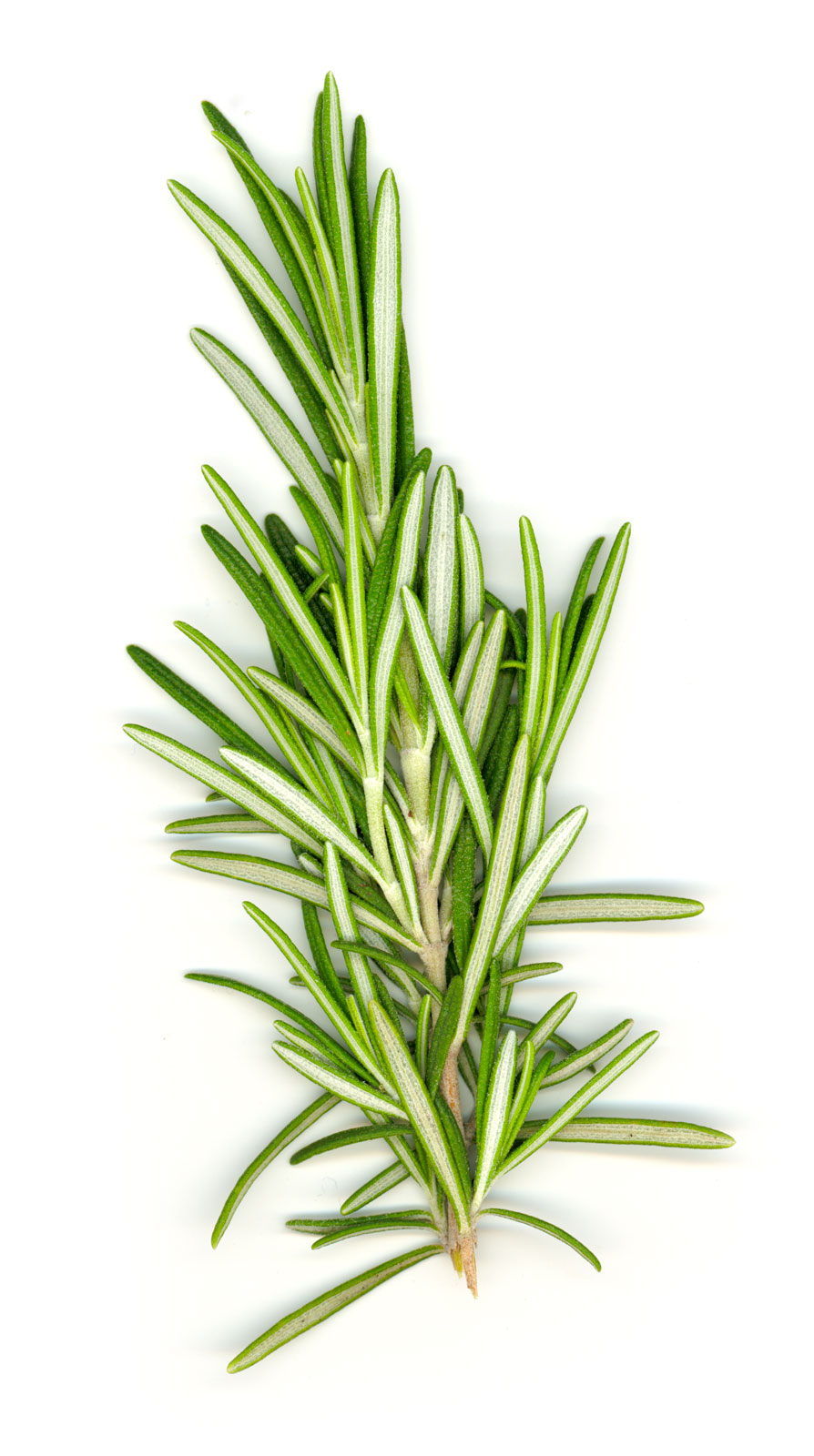
En rosmarin-stjälk
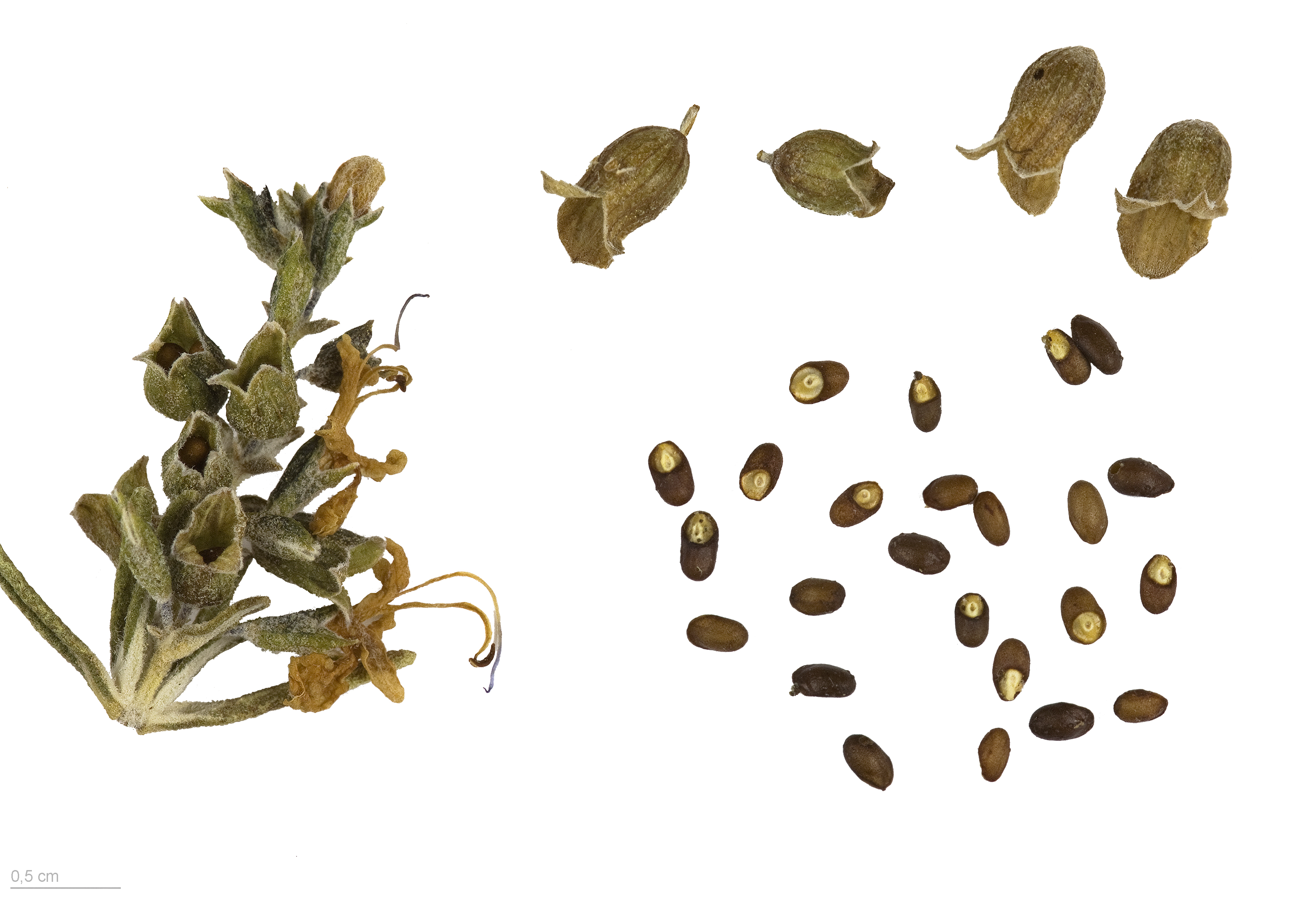
Frukter och frön
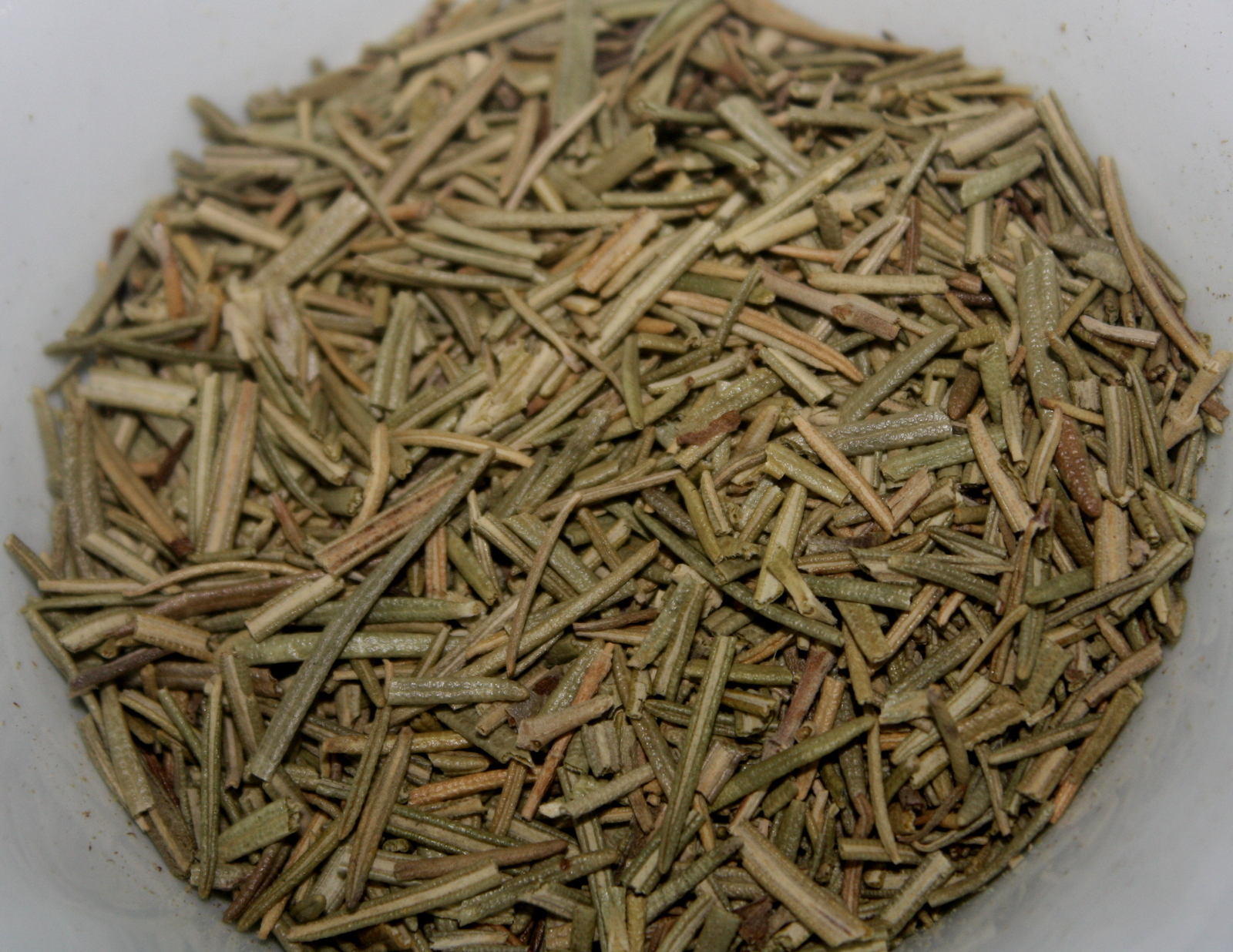
Torkade rosmarinblad